# Revelação (Cabalá)

Revelação na Cabalá é o estado onde um Kli (Vaso) alcança a correção de seus atributos, eleva-se a Olam Atzilut e alcança a revelação da Ohr respectiva àquele Kli. Isto é, revelação de Ein Sóf. Baal Hasulam nos diz:
Em Atzmuto não há qualquer pensamento ou percepção. Nos Kelim, há sempre dois discernimentos opostos: ocultação e revelação. Isto é assim porque, no início, o Kli cobre Atzmuto de uma forma que estes dez Kelim nas dez Sefirot são dez graus de ocultações. Todavia uma vez que as almas recebem esses Kelim sob todas as condições neles, estas ocultações se tornam revelações para a realização das almas. Por conseguinte, os Kelim contêm dois discernimentos opostos, os quais são um só. Isto ocorre porque a medida da revelação no Kli é exatamente como a medida de ocultação no Kli, e quanto mais espesso o Kli, mais ele esconde Atzmuto e revela um grau mais Elevado. Assim, estes dois opostos são um.